# Lokrisz

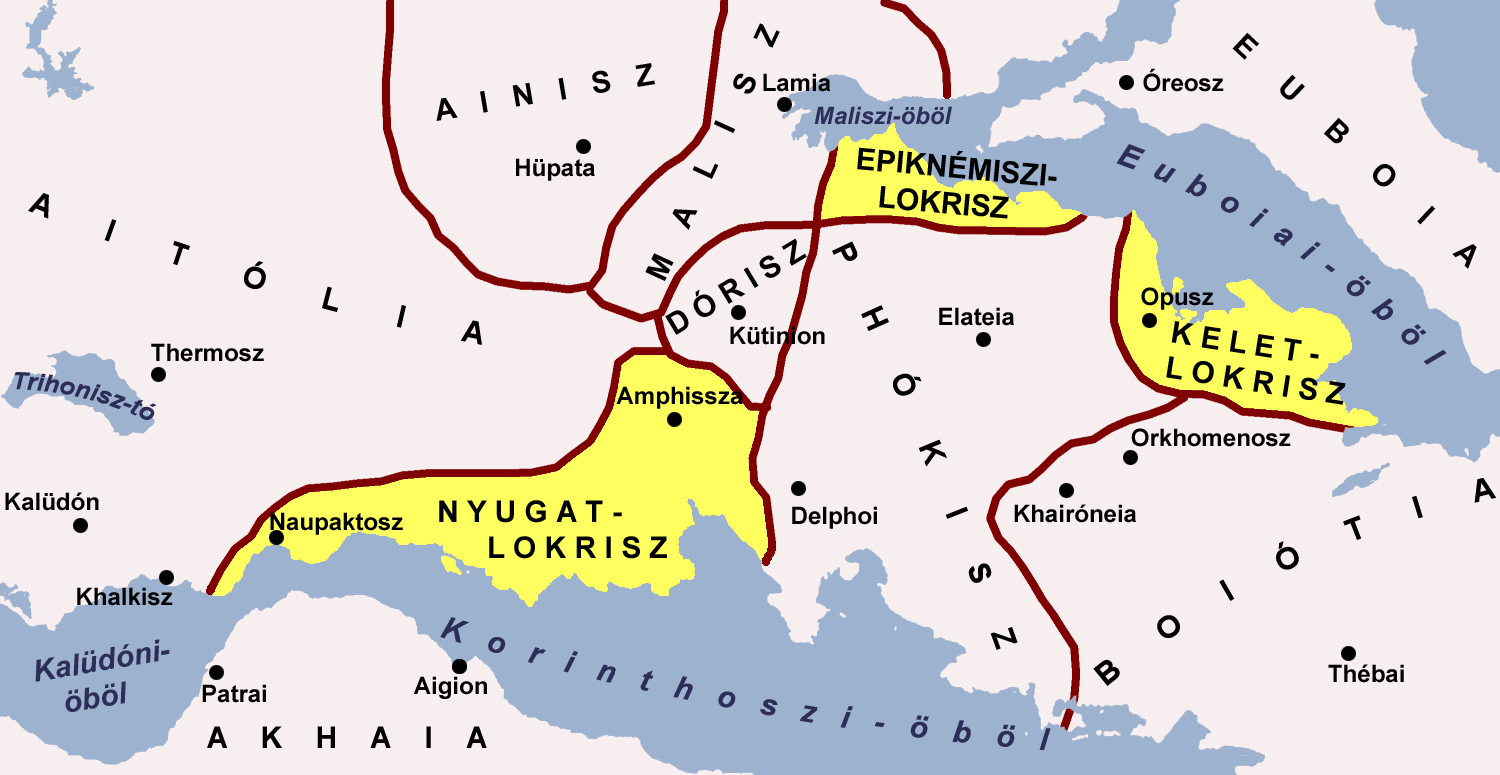
Lokriszi területek az i. e. 5–4. században

Lokrisz (ógörög Λοκρίς; latin Locris; újgörög Λοκρίδα / Lokrída) ókori történelmi vidék Görögországban, a Korinthoszi-öböltől északra.

## Története
Abból a tényből, hogy Homérosz nem említi a nyugat-lokrisziakat, arra következtethetni, hogy a lelegészekkel rokon lokrisziak (λοκροί / lokroi; λοκρόσ / lokrosz) ősei eredetileg az Euboiai-öböl (ma Éviai-öböl) déli partján, a Knemisz-hegy lábánál telepedtek meg. Törzseik feltehetően az i. e. 7. századot követően terjeszkedtek lassan délnyugati irányba, a Korinthoszi-öböl felé, és gyarmatosították a későbbi Nyugat-Lokriszt. A görög mitológia szerint az egyik lokriszi király, Oileusz fia, Kis Aiasz kiváló dárdavetőként tüntette ki magát a trójai háborúban. Később a királyság megszűnt, s a lokriszi városállamokban köztársasági államformát vezettek be. Az i. e. 5–4. századra a lokriszi területek közé ékelődött Dórisz és Phókisz három kisebb altájra osztotta az Athénnal szövetséges Lokriszt:
1. az Aitólia, Dórisz és Phókisz között elterülő, mintegy 660 km²-es Nyugat-Lokriszra (más néven Ozoloszi Lokrisz vagy Οζολοί Λοκρίς / Lokrisz Ozoloi);
2. a Phókisz és Boiótia között, az Euboiai-öböl déli partján fekvő, 275 km²-es Kelet-Lokriszra (Opuntioszi Lokrisz vagy Λοκρίς Οπούντιοι / Lokrisz Opuntioi);
3. a Maliszi-öböl déli partján fekvő, 175 km²-es északi Epiknémidioszi-Lokriszra (Λοκρίς Επικνημιδιοί / Lokrisz Epiknémidioi).

Az így szétszabdalt Lokrisz gazdasági és politikai befolyása nem volt elegendő ahhoz, hogy döntő szerepet játsszon Görögország történetében, csupán forgalmas kikötőiről volt nevezetes. A vidék főbb városai nyugaton Amphissza, Molükreion, Naupaktosz, Oeneon, Oiantheia, keleten Alopé, Daphnusz (idővel phókiszi város), Halai, Künosz, Larümna, Opusz, Narüka, északon Alpénosz, Knemidész, Nikaia, Szkarpheia és Thronion (idővel szintén phókiszi terület) voltak.
I. e. 680-ban a kelet-lokrisziak alapították Itália déli részén Lokrisz Epizephürioit (Λοκρίς Επιζεφύριοι, latinul Lokrisz Epizephürioi, ma Locri), Magna Graecia egyik leggazdagabb városát.